# Сейсмічність Пакистану
Територія Пакистану — належить до області з високим рівнем сейсмічності.

## Загальна характеристика
Пакистан у своїй геологічній будові перекриває індійську та євразійські тектонічні плити. Зокрема, території північно-західних провінцій лежать на частині Індійської платформи та в межах Євразійської плити. Північні райони і провінція Азад Кашмір лежать в основному в Центральній Азії по краю Індійської плити, тому ця місцевість схильна до проявів руйнівних землетрусів, спричинених стиканням двох тектонічних плит. Гори Пакистану становлять його другу географічну особливість, і являють собою молоді складчасті хребти. У межі Пакистану частково заходять осьові хребти Гіндукушу з вершиною Тірічмір (7690 м). Все це визначає високий рівень сейсмічності Пакистану та досить велику різноманітність глибин залягання гіпоцентрів землетрусів. Сила землетрусів у Пакистані — 5-7 бальна (за шкалою Ріхтера).

### Землетруси минулих століть
З 1900 року в Пакистані сталося принаймні 16 землетрусів магнітудою вище 7,0.

## Землетруси XXI століття

### 2013
24 вересня в південно-західній частині Пакистану стався сильний (за шкалою інтенсивності МSK-64) землетрус магнітудою 7,8 балів (за шкалою Ріхтера). За даними Геологічної служби США (USGS), епіцентр землетрусу знаходився на території провінції Белуджистан, що за 66 км на північний схід від міста Аваран. Гіпоцентр землетрусу залягав на глибині 20 км. За землетрусом послідували чотири афтершоки, магнітуда найпотужнішого з яких склала 5,9 балів (за шкалою Ріхтера). Кількість жертв землетрусу склала 327 осіб. Після землетрусу в Аравійському морі біля узбережжя Пакистану утворився невеликий острів. За даними влади Белуджистана, острів здійнявся над морем на висоту від 6 до 12 м, його ширина склала близько 30 м. Він знаходиться на відстані близько 90 м від пакистанського порту Гвадар.

### 2019
16 березня, о 08:00:05 (за київським часом), Головним центром спеціального контролю ДКАУ з території Пакистану зареєстровано помірний (за шкалою інтенсивності МSK-64) землетрус магнітудою 5,0 балів (за шкалою Ріхтера).
24 вересня у східній частині Пакистану стався помірний (за шкалою інтенсивності МSK-64) землетрус магнітудою 5,8 балів (за шкалою Ріхтера). За даними Геологічної служби США (USGS), епіцентр землетрусу знаходився поблизу міста Мірпур в контрольованій Пакистаном зоні спірного регіону Кашміру. Землетрус також відчувався в провінціях Пенджаб і Хайбер-Пахтунхва. В результаті землетрусу загинуло щонайменше 34 особи, постраждало — 459, з них 160 — перебували у критичному стані.

### 2020
14 листопада, о 04:56:52 (за київським часом), Головним центром спеціального контролю ДКАУ з території Пакистану зареєстровано помірний (за шкалою інтенсивності МSK-64) землетрус магнітудою 5,4 балів (за шкалою Ріхтера).

### 2021
7 жовтня, близько 3-ї години ночі (за місцевим часом), на південному заході Пакистану стався помірний (за шкалою інтенсивності МSK-64) землетрус магнітудою 5,7 балів (за шкалою Ріхтера). За даними Геологічної служби США (USGS), епіцентр землетрусу знаходився приблизно за 100 км на захід від столиці провінції Кветти, гіпоцентр залягав на глибині близько 20 км. Внаслідок землетрусу щонайменше 20 людей — загинули, сотні зазнали поранень.

### 2023
22 березня, о 21:28 (за місцевим часом), в північній частині Пакистану стався сильно помірний (за шкалою інтенсивності МSK-64) землетрус. У столиці країни місті Ісламабаді сила землетрусу досягала 6,8 балів (за шкалою Ріхтера).

### 2024
19 березня, згідно з повідомленням німецького дослідницького центру GFZ, у Пакистані стався помірний (за шкалою інтенсивності МSK-64) землетрус магнітудою 5,5 балів (за шкалою Ріхтера). Гіпоцентр землетрусу залягав на глибині 10 км. Про руйнування чи постраждалих внаслідок стихії — не повідомлялося.
15 липня, о 02:33 (за місцевим часом), за повідомленням Volcano Discovery, в Пакистані стався помірний (за шкалою інтенсивності МSK-64) землетрус магнітудою 5,0 балів (за шкалою Ріхтера). За даними Геологічної служби США (USGS) епіцентр землетрусу знаходився за 67 км від району Лоралай у провінції Белуджистан. Гіпоцентр землетрусу залягав на глибині 10 км. Слабкі поштовхи відчувалися також у містах Бархан, Кохлу, Лоралай, Жоб, Таунса та Дера Газі Хан.

### 2025
2 червня, як повідомило агентство Reuters, в південній частині Пакистану поблизу міста Карачі сталася серія сильних землетрусів. Через побоювання руйнувань будівель місцевої в'язниці, адміністрація вирішила випустити майже 1 тисячу утримуваних в камерах осіб у внутрішній тюремний двір. В результаті безладу, в’язням вдалося відібрати зброю у персоналу закладу, вчинити стрілянину та більше 200 в’язнів втекли на волю.
29 червня в центральній частині Пакистану стався помірний (за шкалою інтенсивності МSK-64) землетрус магнітудою 5,5 балів (за шкалою Ріхтера). За даними Європейського середземноморського сейсмологічного центру (EMSC), епіцентр землетрусу знаходився приблизно за 149 км на захід від міста Мултан в провінції Пенджаб. Гіпоцентр землетрусу залягав на глибині 10 км.